# Arcane (Fernsehserie)
Arcane ist eine animierte Streaming-Fernsehserie aus dem Jahr 2021. Sie spielt im League-of-Legends-Universum und wurde anlässlich des zehnjährigen Jubiläums von League of Legends erstmals angekündigt. Sie wurde von Riot Games und Fortiche Production, einem französischen Animationsstudio mit Sitz in Paris, produziert. Arcane ist in der Vergangenheit des League-of-Legends-Universums angesiedelt, dient als Vorgeschichte zum Spiel und erzählt die Entstehungsgeschichten mehrerer Charaktere neu. Arcane richtet sich an ein Publikum ab 16. Die Serie spricht sowohl Gelegenheitszuschauer, die noch nie League of Legends gespielt haben, als auch langjährige Fans des Spiels an.

## Handlung
Arcane spielt in einem geteilten Stadtstaat namens Piltover, der aus einem reichen und strahlenden Stadtteil sowie einem düsteren und verarmten Bezirk namens Zhaun besteht, der um seine Unabhängigkeit kämpft. 
Piltover, die in ganz Runeterra als „Stadt des Fortschritts“ bekannte Stadt, ist auch die Heimat vieler der brillantesten Köpfe. Insbesondere die Erfindung der Hextech (eine Technik um Magie nutzbar zu machen) zu Beginn der Serie, verhilft der Stadt zu neuem Ruhm.
In dem lebensfeindlichen Umfeld der Unterstadt hingegen wachsen die Waisenkinder Violett (Vi) und Powder (Jinx) in der Obhut ihres Ziehvaters Vander auf. Die beiden kleinkriminellen Schwestern machen bei einem Raubzug in dem wohlhabenden Bezirk mit, wobei eine Kette an Ereignissen ausgelöst wird, die nicht nur einen Keil zwischen die beiden Geschwister treibt, sondern auch die Zukunft von ganz Piltover gefährdet.

## Produktion
Ursprünglich sollte die Serie 2020 erscheinen, wurde aber wegen der COVID-19-Pandemie auf 2021 verschoben. Die Serie sollte am 6. November 2021 gleichzeitig auf Netflix und Tencent Video in China veröffentlicht werden. Die Serie war in neun Episoden unterteilt, wobei drei Episoden über drei Wochen hinweg einmal pro Woche veröffentlicht wurden.
Riot Games bewarb den Start von Arcane durch Events in ihren Spielen, darunter League of Legends, Legends of Runeterra, Teamfight Tactics, League of Legends: Wild Rift und Valorant als „RiotX Arcane“, und startete Werbekooperationen mit Nicht-Riot-Spielen wie PUBG Mobile, Fortnite und Among Us.
Im November 2021 wurde eine zweite Staffel der Serie in Auftrag gegeben. Die Veröffentlichung auf Netflix erfolgte im deutschsprachigen Raum im November 2024.

## Veröffentlichung
Am 6. November 2021 streamte Riot Games zur globalen Premiere die erste Episode auf Twitch. Einige Content Creator durften die ersten drei Episoden der Serie mit Erlaubnis von Riot Games streamen, sobald sie diese erhalten hatten – eine Premiere für eine Netflix-Serie. Dadurch wurde den Zuschauern ermöglicht, während der Premiere In-Game-Drops zu erhalten. Die Drops waren in den folgenden Spielen verfügbar: League of Legends (Arcane Capsule), Wild Rift (Emote „A Single Tear“), Teamfight Tactics (Gizmos & Gadgets Little Legends Egg), Legends of Runeterra (Emote „Fascinating“) und Valorant (Gun Buddy „Fishbones“). Die Premiere wurde von 1,8 Millionen Zuschauern auf Twitch verfolgt.

## Besetzung und Synchronisation
Die deutschsprachige Synchronisation entstand bei Iyuno-SDI Group Germany nach den Dialogbüchern von Andreas Jesse und der Dialogregie von Sabine Winterfeldt.
| Synchronsprecher (eng.) | Rolle                  | Hauptrolle            | Nebenrolle             | Synchronsprecher (dt.) |
| ----------------------- | ---------------------- | --------------------- | ---------------------- | ---------------------- |
| Hailee Steinfeld        | Vi                     | 1.01–1.09             |                        | Giovanna Winterfeldt   |
| Mia Sinclair Jenness    | junge Powder           | 1.01–1.04, 1.06–1.07  |                        | Magdalena Montasser    |
| Ella Purnell            | Powder / Jinx          | 1.04–1.09             |                        | Alice Bauer            |
| Kevin Alejandro         | Jayce Talis            | 1.01–1.09             |                        | Patrick Keller         |
| Jason Spisak            | Silco                  | 1.01–1.09             |                        | Asad Schwarz           |
| JB Blanc                | Vander                 | 1.01–1.03, 1.06, 1.09 |                        | Bernd Egger            |
| Harry Lloyd             | Viktor                 | 1.02–1.09             |                        | Florian Clyde          |
| Toks Olagundoye         | Mel Medarda            | 1.02–1.09             |                        | Flavia Vinzens         |
| Katie Leung             | Caitlyn Kiramman       | 1.04–1.09             |                        | Daniela Molina         |
| Reed Shannon            | Ekko                   | 1.04, 1.06–1.09       |                        | Marco Eßer             |
| Molly Harris            | junge Caitlyn Kiramman | 1.02, 1.05            |                        | Nina Schatton          |
| Miles Brown             | junger Ekko            | 1.01–1.03             |                        | Theodor Genschow       |
| Mick Wingert            | Heimerdinger           |                       | 1.02–1.06, 1.08, 1.09  | Santiago Ziesmer       |
| Remy Hii                | Marcus                 |                       | 1.01–1.07              | Arne Stephan           |
| Remy Hii                | Mr. Kiramman           |                       | 1.02, 1.05, 1.08       | Nicht genannt          |
| Abigail Marlowe         | Mrs. Kiramman          |                       | 1.02, 1.04, 1.08, 1.09 | Daniela Hoffmann       |
| Abigail Marlowe         | Lieutenant Eve         |                       | 1.04                   | Nicht genannt          |
| Yuri Lowenthal          | Mylo                   |                       | 1.01–1.03, 1.07, 1.09  | Tom Ferenc             |
| Shohreh Aghdashloo      | Grayson                |                       | 1.01–1.03, 1.05        | Harriet Kracht         |
| Brett Tucker            | Singed                 |                       | 1.01–1.02, 1.06–1.08   | Jörg Pintsch           |
| Amirah Vann             | Sevika                 |                       | 1.02, 1.04–1.09        | Sabine Winterfeldt     |
| Miyavi                  | Finn                   |                       | 1.07–1.09              | Nick Forsberg          |
| Mira Furlan             | Babette                |                       | 1.05                   | Judith Steinhäuser     |
| Imagine Dragons         | als sie selbst         |                       | 1.05                   | /                      |
| JID                     | als er selbst          |                       | x                      | /                      |
| Roger Craig Smith       | Claggor                |                       | 1.01–1.03, 1.05, 1.09  | Anton Riegel           |
| Edan Hayhurst           | junger Viktor          |                       | 1.06                   | Philipp Stiegemann     |
| Ellen Thomas            | Ambessa                |                       | 1.08, 1.09             | Sabine Walkenbach      |

## Episodenliste

### Staffel 1
| Nr. (ges.) | Nr. (St.) | Deutscher Titel                                | Originaltitel                           | Erstausstrahlung Netflix/Tencent | Deutschsprachige Erstausstrahlung (D) | Regie                            | Drehbuch                         |
| ---------- | --------- | ---------------------------------------------- | --------------------------------------- | -------------------------------- | ------------------------------------- | -------------------------------- | -------------------------------- |
| 1          | 1         | Willkommen in den Gassen                       | Welcome to the Playground               | 6. Nov. 2021                     | 6. Nov. 2021                          | Pascal Charrue und Arnaud Delord | Christian Linke und Alex Yee     |
| 2          | 2         | Manche Geheimnisse bleiben besser unangetastet | Some Mysteries Are Better Left Unsolved | 6. Nov. 2021                     | 6. Nov. 2021                          | Pascal Charrue und Arnaud Delord | Nick Luddington                  |
| 3          | 3         | Veränderung bedarf Gewalt                      | The Base Violence Necessary for Change  | 6. Nov. 2021                     | 6. Nov. 2021                          | Pascal Charrue und Arnaud Delord | Ash Brannon                      |
| 4          | 4         | Ein Tag des Fortschritts                       | Happy Progress Day!                     | 13. Nov. 2021                    | 13. Nov. 2021                         | Pascal Charrue und Arnaud Delord | David Dunne                      |
| 5          | 5         | Ein Feind der hohen Gesellschaft               | Everybody Wants to Be My Enemy          | 13. Nov. 2021                    | 13. Nov. 2021                         | Pascal Charrue und Arnaud Delord | Amanda Overton                   |
| 6          | 6         | Wer ist Powder?                                | When These Walls Come Tumbling Down     | 13. Nov. 2021                    | 13. Nov. 2021                         | Pascal Charrue und Arnaud Delord | Alex Yee                         |
| 7          | 7         | Unser aller Erlöser                            | The Boy Saviour                         | 20. Nov. 2021                    | 20. Nov. 2021                         | Pascal Charrue und Arnaud Delord | Nick Luddington                  |
| 8          | 8         | Öl und Wasser                                  | Oil and Water                           | 20. Nov. 2021                    | 20. Nov. 2021                         | Pascal Charrue und Arnaud Delord | Ben St. John und Mollie St. John |
| 9          | 9         | Schlange ohne Kopf                             | The Monster You Created                 | 20. Nov. 2021                    | 20. Nov. 2021                         | Pascal Charrue und Arnaud Delord | Christian Linke und Alex Yee     |

### Staffel 2
| Nr. (ges.) | Nr. (St.) | Deutscher Titel                    | Originaltitel                         | Erstausstrahlung Netflix/Tencent | Deutschsprachige Erstausstrahlung (D) | Regie                                                            | Drehbuch                             |
| ---------- | --------- | ---------------------------------- | ------------------------------------- | -------------------------------- | ------------------------------------- | ---------------------------------------------------------------- | ------------------------------------ |
| 10         | 1         | Die Last der Krone                 | Heavy Is the Crown                    | 9. Nov. 2024                     | 9. Nov. 2024                          | Arnaud Delord, Bart Maunoury, Pascal Charrue und Etienne Mattera | Amanda Overton                       |
| 11         | 2         | Zusehen, wie alles brennt          | Watch It All Burn                     | 9. Nov. 2024                     | 9. Nov. 2024                          | Arnaud Delord, Bart Maunoury und Marietta Ren                    | Nick Luddington                      |
| 12         | 3         | Endlich stimmt der Name            | Finally Got the Name Right            | 9. Nov. 2024                     | 9. Nov. 2024                          | Arnaud Delord, Bart Maunoury und Christelle Abgrall              | Henry Jones                          |
| 13         | 4         | Malt die Stadt blau                | Paint the Town Blue                   | 16. Nov. 2024                    | 16. Nov. 2024                         | Arnaud Delord, Bart Maunoury und Marietta Ren                    | Graham McNeill                       |
| 14         | 5         | Blutblasen und Basalt              | Blisters and Bedrock                  | 16. Nov. 2024                    | 16. Nov. 2024                         | Arnaud Delord und Bart Maunoury                                  | Kristina Felske und Giovanna Sarquis |
| 15         | 6         | Die versteckte Botschaft im Muster | The Message Hidden Within the Pattern | 16. Nov. 2024                    | 16. Nov. 2024                         | Arnaud Delord und Bart Maunoury                                  | Alex Yee                             |
| 16         | 7         | Tu so, als wäre es das erste Mal   | Pretend Like It's the First Time      | 23. Nov. 2024                    | 23. Nov. 2024                         | Arnaud Delord und Bart Maunoury                                  | Amanda Overton                       |
| 17         | 8         | Töten ist ein Kreislauf            | Killing Is a Cycle                    | 23. Nov. 2024                    | 23. Nov. 2024                         | Arnaud Delord und Bart Maunoury                                  | Alex Yee und Amanda Overton          |
| 18         | 9         | Der Dreck unter deinen Nägeln      | The Dirt Under Your Nails             | 23. Nov. 2024                    | 23. Nov. 2024                         | Arnaud Delord und Bart Maunoury                                  | Alex Yee und Christian Linke         |

## Auszeichnungen
| Jahr | Auszeichnung                                | Kategorie                                                                        | Person | Episode                                        | Ergebnis  | Ref.          |
| ---- | ------------------------------------------- | -------------------------------------------------------------------------------- | --- | ---------------------------------------------- | --------- | ------------- |
| 2022 | Annecy International Animated Film Festival | TV Films                                                                         | Pascal Charrue, Arnaud Delord | Wer ist Powder?                                | Nominiert | [ 5 ]         |
| 2022 | Annie Award                                 | Best TV/Media – General Audience                                                 | - | Wer ist Powder?                                | Gewonnen  | [ 6 ]         |
| 2022 | Annie Award                                 | Best FX - TV/Media                                                               | Guillaume Degroote, Aurélien Ressencourt, Martin Touzé, Frédéric Macé, Jérôme Dupré | Öl und Wasser                                  | Gewonnen  | [ 6 ]         |
| 2022 | Annie Award                                 | Best Character Animation - TV/Media                                              | Léa Chervet | Schlange ohne Kopf                             | Gewonnen  | [ 6 ]         |
| 2022 | Annie Award                                 | Best Character Design - TV/Media                                                 | Evan Monteiro | Manche Geheimnisse bleiben besser unangetastet | Gewonnen  | [ 6 ]         |
| 2022 | Annie Award                                 | Best Direction - TV/Media                                                        | Pascal Charrue, Arnaud Delord, Barthelemy Maunoury | Schlange ohne Kopf                             | Gewonnen  | [ 6 ]         |
| 2022 | Annie Award                                 | Best Production Design - TV/Media                                                | Julien Georgel, Aymeric Kevin, Arnaud Baudry | Ein Tag des Fortschritts                       | Gewonnen  | [ 6 ]         |
| 2022 | Annie Award                                 | Best Storyboarding - TV/Media                                                    | Simon Andriveau | Wer ist Powder?                                | Gewonnen  | [ 6 ]         |
| 2022 | Annie Award                                 | Best Voice Acting - TV/Media                                                     | Ella Purnell als Stimme von Jinx | Wer ist Powder?                                | Gewonnen  | [ 6 ]         |
| 2022 | Annie Award                                 | Best Writing - TV/Media                                                          | Christian Linke, Alex Yee | Schlange ohne Kopf                             | Gewonnen  | [ 6 ]         |
| 2022 | Billboard Music Awards                      | Top Soundtrack                                                                   | Various Artists | -                                              | Nominiert | [ 7 ]         |
| 2022 | British Film Editors Cut Above Awards       | Best Edited Series: Animation                                                    | Ivan Bilancio, Gilad Carmel, Roberto Fernandez, Lawrence Gan, Martin Jay, Benjamin Massoubre, Ernesto Matamoros-Cox, Nazim Meslem, Emmanuel Pilinski, David Ian Salter                                         | -                                              | Gewonnen  | [ 8 ]         |
| 2022 | Dorian Awards                               | Best Animated Show                                                               | Arcane | -                                              | Nominiert | [ 9 ]         |
| 2022 | Golden Reel Award                           | Outstanding Achievement in Sound Editing – Non-Theatrical Animation              | Brad Beaumont, Eliot Connors, Alexander Temple, Shannon Beaumont, Alexander Ephraim, Dan O' Connell, John Cucci, Alex Seaver                                                                                   | Wer ist Powder?                                | Gewonnen  | [ 10 ]        |
| 2022 | Hollywood Critics Association TV Awards     | Best Streaming Animated Series or Television Movie                               | Arcane | -                                              | Gewonnen  | [ 11 ]        |
| 2022 | Hugo Award                                  | Best Dramatic Presentation, Short Form                                           | Christian Linke, Alex Yee, Conor Sheehy, Ash Brannon, Pascal Charrue, Arnaud Delord | Schlange ohne Kopf                             | Nominiert | [ 12 ]        |
| 2022 | Primetime Emmy Awards                       | Outstanding Animated Program                                                     | Christian Linke, Marc Merrill, Brandon Beck, Jane Chung, Thomas Vu, Jerôme Combe, Melinda Wunsch Dilger, Pascal Charrue, Arnaud Delord, Alex Yee, Ash Brannon, Conor Sheehy, Barthelemy Maunoury, David Lyerly | Wer ist Powder?                                | Gewonnen  | [ 13 ] [ 14 ] |
| 2022 | Primetime Emmy Awards                       | Outstanding Individual Achievement In Animation                                  | Bruno Couchinho (Background Designer) | Wer ist Powder?                                | Gewonnen  | [ 13 ] [ 14 ] |
| 2022 | Primetime Emmy Awards                       | Outstanding Individual Achievement In Animation                                  | Julien Georgel (Art Direction) | Ein Tag des Fortschritts                       | Gewonnen  | [ 13 ] [ 14 ] |
| 2022 | Primetime Emmy Awards                       | Outstanding Individual Achievement In Animation                                  | Anne-Laure To (Color Script Artist) | Unser aller Erlöser                            | Gewonnen  | [ 13 ] [ 14 ] |
| 2022 | Primetime Emmy Awards                       | Outstanding Sound Editing For A Comedy Or Drama Series (Half-Hour) And Animation | Brad Beaumont, Eliot Connors, Shannon Beaumont, Alex Ephraim, Alexander Temple, Alex Seaver, Dan O’Connell, John Cucci                                                                                         | Wer ist Powder?                                | Nominiert | [ 13 ] [ 14 ] |
| 2022 | Saturn Awards                               | Beste Animationsserie, Fernsehen                                                 | Arcane | -                                              | Nominiert | [ 15 ]        |
| 2022 | The Game Awards                             | Best Adaptation                                                                  | Fortiche, Riot Games, Netflix | -                                              | Gewonnen  | [ 16 ]        |